# Barque catalane
Pour les articles homonymes, voir Catalan (homonymie).

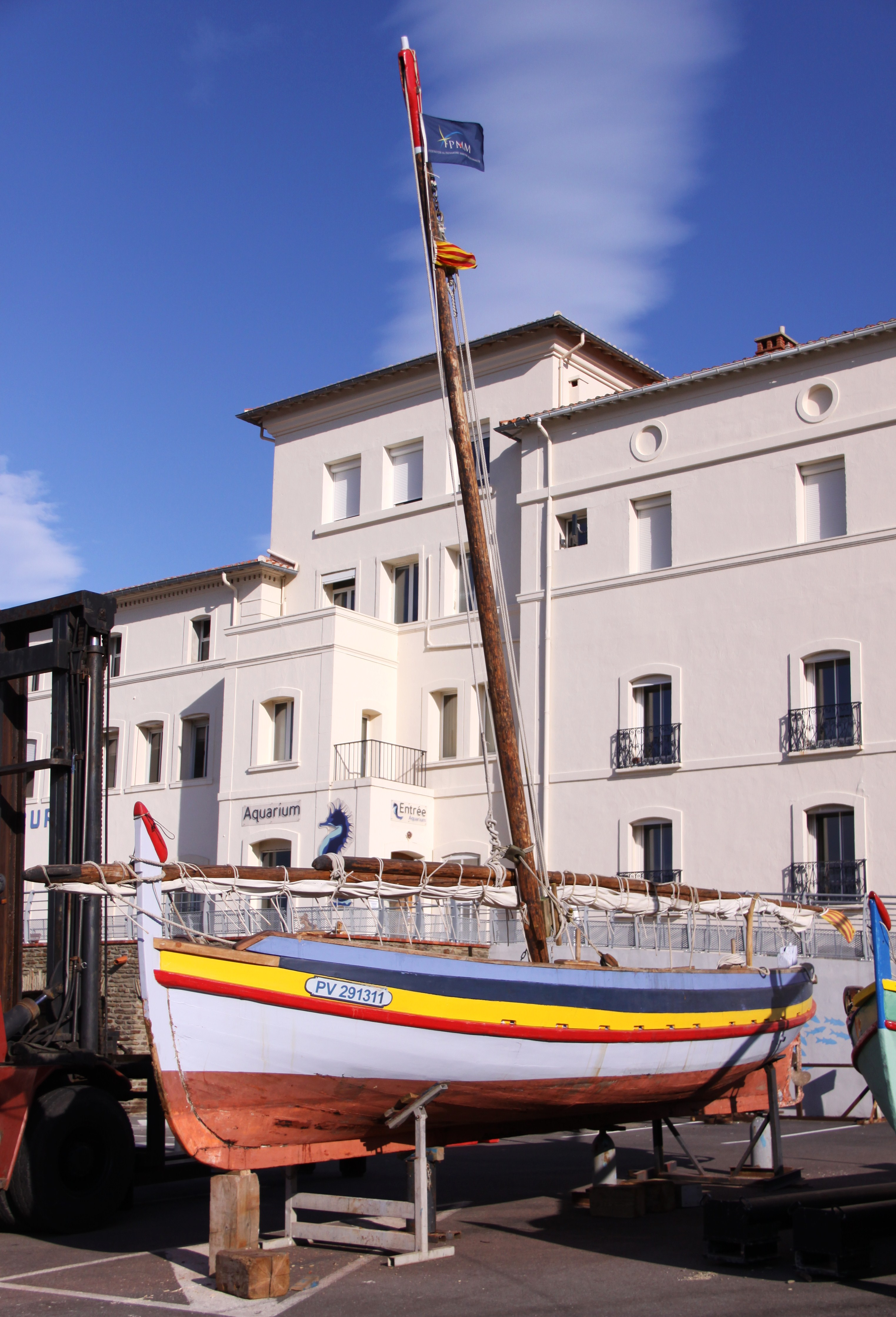
La barque catalane Albada sur cale.

La barque catalane, ou simplement catalane, est un bateau de pêche traditionnel, à voiles ou rames, puis à moteur qui était utilisé le long de la côte occidentale de la ⁣⁣Méditerranée⁣⁣, principalement au début du XXe siècle.

## Description

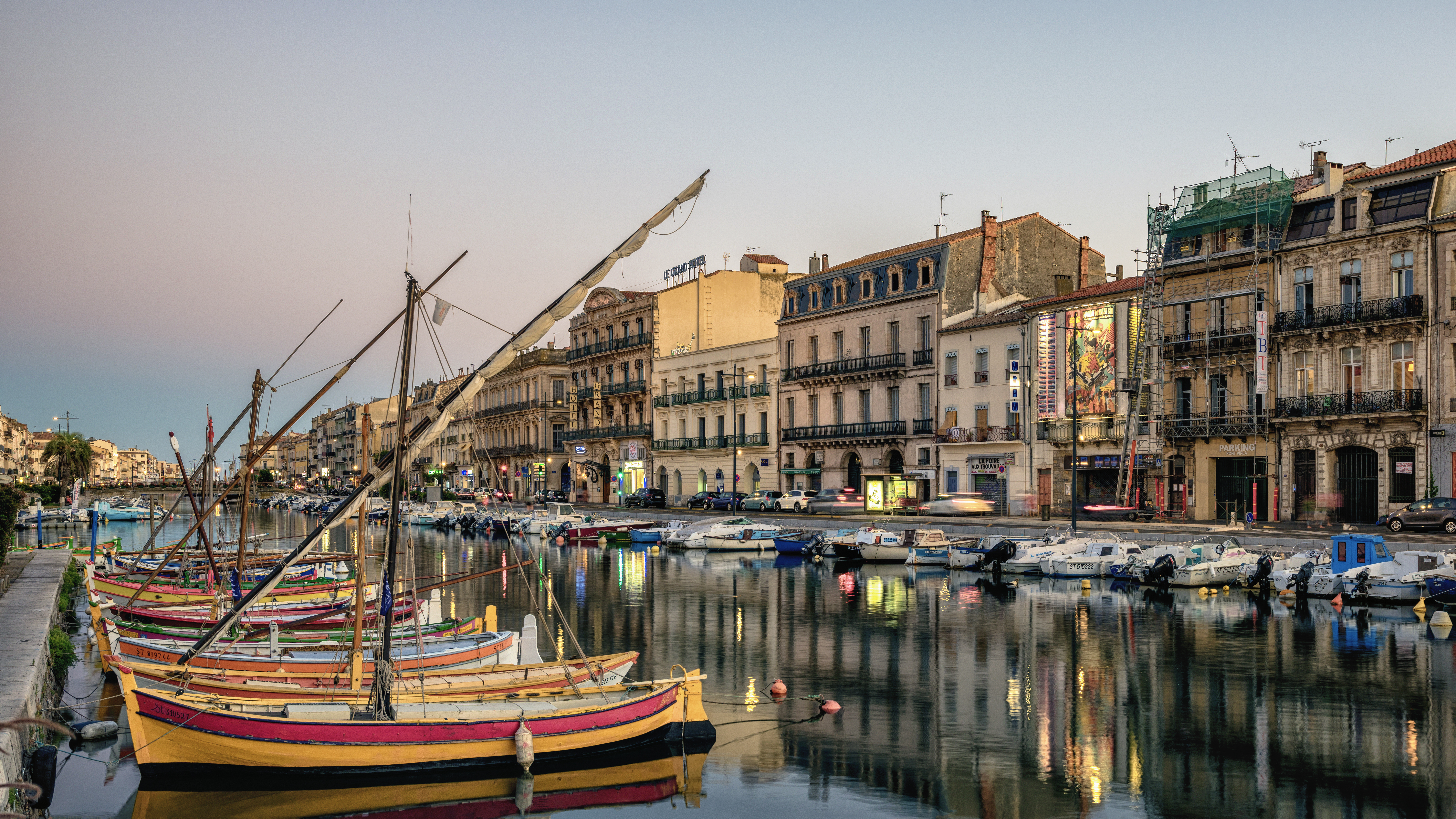
Des barques catalanes dans le Canal De Sète à Sète. Juillet 2020.

Grande barque latine pontée, d'une longueur ne dépassant généralement pas 10 mètres. Le pont de l'embarcation est doté d'un bouge important pour évacuer rapidement les paquets de mer. L'arrière est pointu. Ces caractéristiques permettaient de faire face aux faibles brises de la Méditerranée, mais aussi aux vents violents comme la tramontane, qui caractérisent la côte de la Catalogne. Elle possède également une quille centrale et deux petites quilles latérales.
Le Dictionnaire de marine de Pâris et Bonnefoux donnait en 1847 cette définition flatteuse : "Bateau de pêche très fin, de belles façons, ayant peu de creux, portant bien la toile et naviguant bien".
Ces barques ont donné leur nom à un quartier de Marseille : La Catalane.

## Gréement
Ces bateaux sont équipés d'un mât unique court, incliné vers l'avant, grée d'une voile latine, également appelée voile de mestre et de polacre, qui peut atteindre une surface importante jusqu'à 90 m².

## Utilisation
Les barques catalanes étaient utilisées pour la pêche au filet de la sardine et des anchois autour des côtes catalanes, françaises et espagnoles. A Collioure en 1900, il y avait 120 barques catalanes pour la pêche au "sardinal" (sardine) ou à l'"anxove" (anchois). 700 personnes travaillaient à cette époque sur l'activité pêche à Collioure, soit de la pêche, soit de son conditionnement à terre.

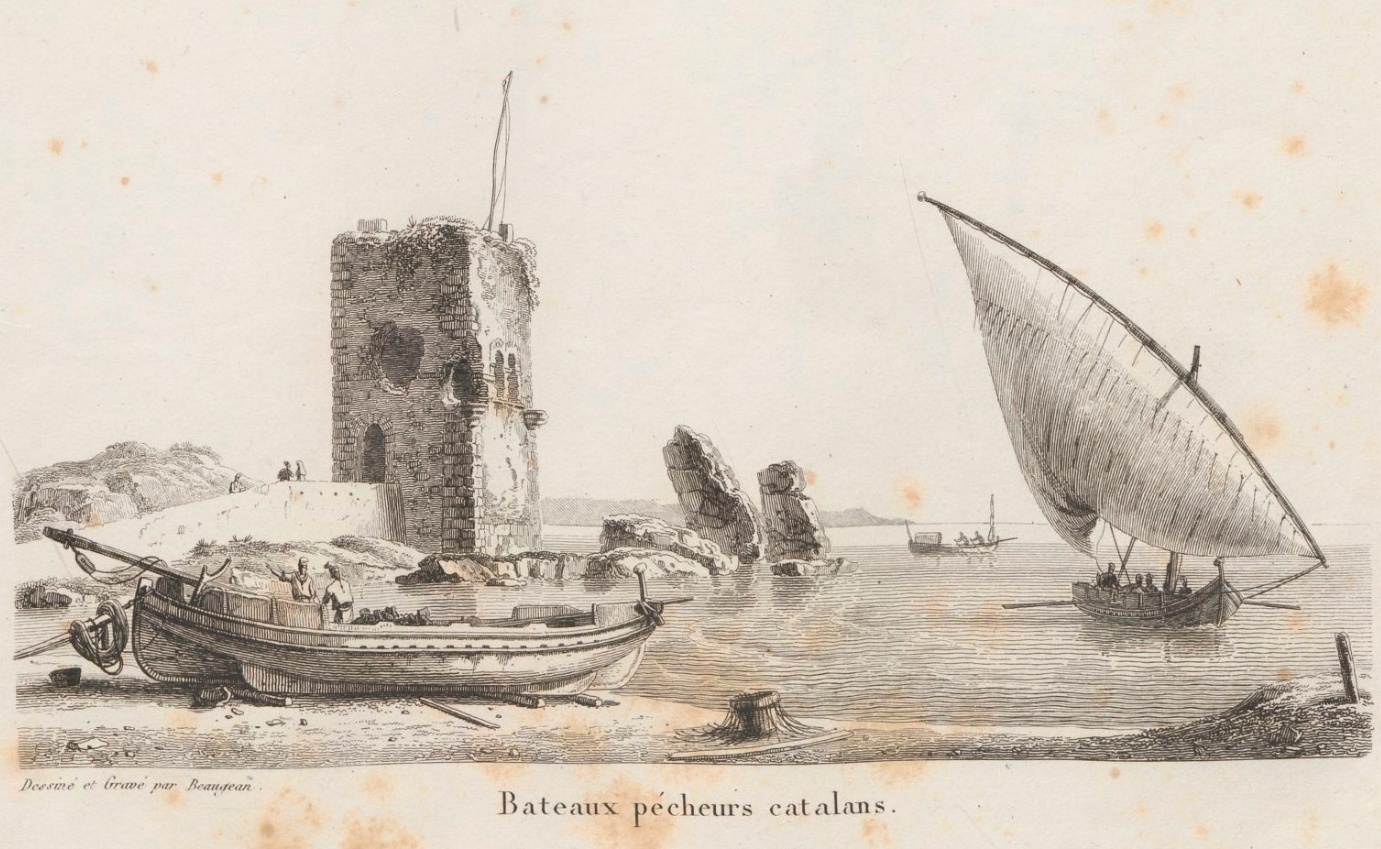
Deux barques catalanes au début du XIXeme siècle, tirée à terre et en mer sous voile latine.
La baie de Collioure en 1950, avec les barques catalanes tirées sur la plage.

## Exemples de navires
- La barque Saint-Pierre
- La barque Notre-Dame de Consolation